# Mozzarella in carrozza
La mozzarella in carrozza est un antipasti typique de la cuisine campanienne, qui est aussi populaire dans les restaurants italo-américains des quartiers de Brooklyn, Manhattan, Staten Island, Queens et du Bronx à New York, où il est parfois cuit en friture.

## Histoire
Née dans la campagne napolitaine au XVIIIe siècle, la « mozzarella en carrosse » était initialement enfermée entre deux tranches de pain paysan rond au levain (le cafone) qui rappelaient les roues d'un carrosse.
À l'époque, le lait transporté sur des charrettes caillait rapidement pendant le trajet et arrivait dans un état assez avancé. La mozzarella, qui était déjà pratiquement faite dans la carrozza, n'était plus assez fraîche pour être consommée crue mais parfaite pour être cuisinée. Ce plat a été créé comme alternative à l'utilisation de restes de mozzarella.
À l'origine, on se servait de la mozzarella di Bufala Campana, plus aqueuse, qui doit reposer plus longtemps avant d'être utilisée. Aujourd'hui, on préconise souvent le fior di latte. Si autrefois la mozzarella in carrozza était ronde, sa forme aujourd'hui est plutôt triangulaire, rectangulaire ou carrée.

## Ingrédients
Le plat se compose de tranches de mozzarella enfermées dans deux tranches de pain de mie (qui font office de carrozza, les rênes elles-mêmes de cet hypothétique carrosse sont fournies par les fils de fromage fondu, les filante), qui sont trempées dans l'œuf et dans du lait puis frit. Souvent, les tranches farcies sont également trempées dans de la farine ou de la chapelure avant la friture. La croûte de pain est parfois retirée avant d'être frite ; le pain peut être légèrement grillé avant que le sandwich soit frit. Il est également possible d'utiliser du pain fait maison ou du pain rassis. Après cuisson, la mozzarella in carrozza a une texture croustillante ou croquante.
L'huile d'olive est généralement utilisée pour faire frire la carrozza.  Des ingrédients supplémentaires sont parfois utilisés, comme les aubergines, les tomates vertes et le basilic.

## Variantes
À Venise, une variante locale de la mozzarella in carrozza est très appréciée dans les bàcari, de forme rectangulaire et réalisée avec une demi-tranche de pain blanc pour les tramezzini coupés en deux à la verticale, avec l'ajout d'un anchois ou d'une tranche de jambon cuit, de mozzarella et l'autre moitié de tranche de pain, le tout trempé dans une pâte à beignets et frit. La mozzarella in carrozza alla veneziana a un aspect doré et gonflé, grâce à l'utilisation de la pâte à beignets.
À Rome, on utilise du fior di latte et on ajoute des filets d'anchois ou du jambon cuit sur les tranches de mozzarella. Certains ajoutent des câpres, des tomates séchées ou du basilic.
La mozzarella fritta est une variante du plat composé de fromage pané, sans pain.